# Groniowski Potok (dopływ Ochotnicy)
Groniowski Potok, Groniowski – potok, prawy dopływ Ochotnicy.
Potok wypływa na wysokości około 805 m w miejscowości Ochotnica Górna w województwie małopolskim, w powiecie nowotarskim, w gminie Ochotnica Dolna. Spływa w kierunku północnym. Na wysokości ok. 565 m na osiedlu Gabrysie uchodzi do Ochotnicy.
Zlewnia Groniowskiego Potoku znajduje się w – należącym do Gorców – Paśmie Lubania. Obejmuje jego północne zbocza między dwoma grzbietami szczytu Runek (1004 m). Dolina potoku jest stosunkowo płytko wcięta i niemal całkowicie porośnięta lasem. Zabudowane są tylko okolice wylotu potoku do Ochotnicy. Wyżej na dnie doliny potoku znajdują się polany, ale obecnie już zarastające lasem.
Na północnych zboczach Pasma Lubania jest jeszcze drugi Groniowski Potok.